# Canton de Chalais
Pour les articles homonymes, voir Chalais.
Le canton de Chalais est une ancienne division administrative française, située dans le département de la Charente et la région Nouvelle-Aquitaine.
Avec le redécoupage cantonal de 2014, la commune de Chalais est devenue le bureau centralisateur du nouveau canton de Tude-et-Lavalette.

## Représentation

### conseillers généraux de 1833 à 2015
| Période       | Période      | Identité                              | Étiquette         | Qualité |
| ------------- | ------------ | ------------------------------------- | ----------------- | --- |
| 1833          | 1839         | Jacques Parenteau                     |                   | Notaire, maire de Chalais |
| 1839          | 1858         | Jean-François Filhol                  |                   | Juge au Tribunal civil d'Angoulême                                                                                              |
| 1858          | 1871         | Marquis Pierre Nicolas de Lamballerie |                   | Propriétaire à Labaurie (commune de Saint-Christophe) avocat, ancien conseiller d'arrondissement                                |
| 1871          | 1905 (décès) | François Lajeunie                     | Conservateur      | Propriétaire, Saint-Quentin-de-Chalais                                                                                          |
| 1905          | 1934         | Eugène Lacour                         | Conservateur      | Médecin à Chalais |
| 1934          | 1940         | André-Marie Paris                     | URD               | Médecin André-Marie Paris sera nommé président de la délégation spéciale de Chalais en 1941 et conseiller départemental en 1943 |
|               |              |                                       |                   | |
| 1945          | 1947         | Etienne Lacombe                       | Radical           | Maire de Montboyer, ancien conseiller d'arrondissement                                                                          |
| 1er juin 1947 | 1970         | Jean Grelon                           | DVD puis Rad.-RGR | Maire de Chalais (1959-1971) |
| 1970          | 1988         | Hubert Tournerie                      | DVD puis RPR      | Médecin Maire de Chalais (1971-1977)                                                                                            |
| 1988          | 2001         | Jean Lacamoire                        | PS puis DVD       | Médecin Maire de Chalais (1977-1983 et 1989-2001) Député suppléant de Jean-Michel Boucheron (1978-1986)                         |
| 2001          | 2015         | Joël Boniface                         | DVD puis App. UMP | Exploitant agricole Maire de Rioux-Martin (1989-2008) Maire de Chalais (2020-2023)                                              |

## Conseillers d'arrondissement (de 1833 à 1940)
Le canton de Chalais avait deux conseillers d'arrondissement.
Il appartenait à l'arrondissement de Barbezieux jusqu'à sa disparition en 1926.
| Période | Période | Identité                                   | Étiquette          | Qualité |
| ------- | ------- | ------------------------------------------ | ------------------ | --- |
| 1833    | 1842    | Jean Nicolas Bourdier Bellisle (1784-1851) |                    | Notaire, maire de Rioux-Martin                                                                              |
| 1833    | 1858    | François Lavaud (1797-1876)                |                    | Notaire, maire de Courlac                                                                                   |
| 1842    | 1848    | Marquis Pierre Nicolas de Lamballerie      |                    | Avocat à Chalais, propriétaire du château de Labaurie à Saint-Christophe-de-Chalais                         |
| 1848    | 1860    | Paulin de Lamballerie (1816-1894)          |                    | Avocat, propriétaire à Saint-Christophe-de-Chalais                                                          |
| 1858    |         | Léon Birot-Breuilh (1814-1882)             |                    | Juge d'instruction à Barbezieux, propriétaire à Brie-sous-Chalais                                           |
| 1860    |         | M. Guiet                                   |                    | Maire de Chalais                                                                                            |
|         |         |                                            |                    | |
| 1871    | 1907    | Jean Champagne (1816-1908)                 | Droite             | Notaire, maire de Rioux-Martin (1844-1908)                                                                  |
| 1871    | 1883    | Aubin Marronneau                           | Droite             | Adjoint au maire de Chalais                                                                                 |
| 1883    | 1905    | Jean Favier (1844-1905)                    | Républicain        | Propriétaire au Béarnais, juge de paix de Brossac, maire de Sainte-Marie                                    |
| 1905    | 1937    | André Mousset (1862-1940)                  | Républicain modéré | Agriculteur, maire de Saint-Christophe-de-Chalais (1902-1940)                                               |
| 1907    | 1931    | Jean-Charles Condemine                     | Républicain        | Ancien instituteur, propriétaire agriculteur, maire de Bardenac                                             |
| 1931    | 1937    | Louis Danias                               | Républicain modéré | Maire d'Orival                                                                                              |
| 1937    | 1940    | Louis Mauxion                              | Rad.               | Maire de Chalais                                                                                            |
| 1937    | 1940    | Etienne Lacombe                            | Rad.               | Maire de Montboyer                                                                                          |
| 1940    |         |                                            |                    | Les conseils d'arrondissement ont été suspendus par la loi du 12 octobre 1940 et n'ont jamais été réactivés |

Sources : Journal "La Charente" https://gallica.bnf.fr/ark:/12148/cb32740226x/date&rk=21459;2.

## Composition
- Bardenac
- Bazac
- Brie-sous-Chalais
- Chalais
- Courlac
- Curac
- Médillac
- Montboyer
- Saint-Avit
- Saint-Quentin-de-Chalais
- Orival
- Rioux-Martin
- Yviers

## Démographie
| 1962  | 1968  | 1975  | 1982  | 1990  | 1999  | 2006  | 2011  | 2012  |
| ----- | ----- | ----- | ----- | ----- | ----- | ----- | ----- | ----- |
| 5 735 | 5 569 | 5 402 | 4 992 | 4 819 | 4 595 | 4 586 | 4 543 | 4 498 |